# Hebron (Kentucky)
Hebron statisztikai település az USA Kentucky államában, Boone megyében. Lakosainak száma 6195 fő (2020. április 1.).

## Népesség
A település népességének változása:

| 2010 | 5 929 |
| 2020 | 6 195 |